# In den Rödern bei Babenhausen
In den Rödern bei Babenhausen este o arie protejată (arie specială de conservare — SAC, sit de importanță comunitară — SCI, arie de protecție specială avifaunistică — SPA) din Germania întinsă pe o suprafață de 85,68 ha, integral pe uscat.

## Localizare
Centrul sitului In den Rödern bei Babenhausen este situat la coordonatele 49°56′58″N 8°58′13″E / 49.9494°N 8.9703°E.

## Înființare
Situl In den Rödern bei Babenhausen a fost declarat sit de importanță comunitară în iulie 2001 pentru a proteja 12 specii de animale. Alte tipuri de protecție:
- arie de protecție specială avifaunistică (în iulie 2001)[2]
- arie specială de conservare (în martie 2008)[1][3][4]

## Biodiversitate
Situată în ecoregiunea continentală, aria protejată conține 3 habitate naturale: Vegetație psamofilă uscată cu Calluna și Genista, Vegetație psamofilă uscată cu pășuni deschise de Corynephorus și Agrostis, Ape stătătoare oligotrofe până la mezotrofe, cu vegetație de Littorelletea uniflorae și/sau de Isoëto-Nanojuncetea.
La baza desemnării sitului se află mai multe specii protejate:
- păsări (11): fâsă-de-câmp (Anthus campestris), caprimulg (Caprimulgus europaeus), ciocănitoarea de stejar (Dendrocopos medius), ciocănitoare neagră (Dryocopus martius), capîntortură (Jynx torquilla), sfrâncioc roșiatic (Lanius collurio), ciocârlie de pădure (Lullula arborea), pietrar sur (Oenanthe oenanthe), codroșul de pădure (Phoenicurus phoenicurus), ciocănitoare verzuie (Picus canus), mărăcinar negru (Saxicola torquatus)
- nevertebrate (1): rădașcă (Lucanus cervus)

Pe lângă speciile protejate, pe teritoriul sitului au mai fost identificate 15 specii de plante, 1 specie de amfibieni, 2 specii de nevertebrate.